# Comitatul Guan, Shandong
Comitatul Guan (în chineză simplificată: 冠县; chineză tradițională: 冠縣; pinyin: Guàn Xiàn) este un comitat din vestul provinciei Shandong, Republica Populară Chineză, mărginit la vest de provincia Hebei. Este administrat de orașul Liaocheng⁠(d).
Populația era de 730.300 de locuitori în 1999.

## Istorie
Fiind un comitat izolat, cu niveluri de educație relativ scăzute și o nobilime ortodoxă slabă, Guan a servit mult timp ca centru pentru societățile secrete și sectele heterodoxe. De exemplu, Guan a fost unul dintre primele locuri în care s-a practicat boxul Yi-he, și anume în 1779. Acest stil de arte marțiale a servit mai târziu drept bază pentru proeminenta mișcare Yìhéquán⁠(d) (Boxer). În 1861–63, comitatul a fost, de asemenea, centrul unei rebeliuni împotriva dinastiei Qing, condusă de Song Jing-shi și susținută de Lotusul Alb. În ultimele decenii ale Imperiului Qing și Republicii Chineze timpurii, comitatul Guan a fost originea Găștilor Roșii și Verzi, Societății Nisipului Galben și „Calea Înțelepților”.

## Diviziuni administrative
Din 2012, acest comitat este împărțit în 3 subdistricte, 7 orașe și 8 municipii.
Subdistricte
- Subdistrictul Qingquan (清泉街道)
- Subdistrictul Chongwen (崇文街道)
- Subdistrictul Yanzhuang (烟庄街道)

Orașe
| - Jia (贾镇) - Sang'e⁠(d) (桑阿镇) - Liulin (柳林镇) - Qingshui⁠(d) (清水镇) | - Donggucheng⁠(d) (东古城镇) - Beiguantao⁠(d) (北馆陶镇) - Dianzi (店子镇) |

Municipii
| - Municipiul Xiedian (斜店乡) - Municipiul Liangtang (梁堂乡) - Municipiul Dingyuanzhai (定远寨乡) - Municipiul Xinji (辛集乡) | - Municipiul Fanzhai (范寨乡) - Municipiul Ganguantun (甘官屯乡) - Municipiul Lanwo (兰沃乡) - Municipiul Wanshan (万善乡) |

## Clima
| Date climatice pentru Guanxian (1991–2020 normals) | Date climatice pentru Guanxian (1991–2020 normals) | Date climatice pentru Guanxian (1991–2020 normals) | Date climatice pentru Guanxian (1991–2020 normals) | Date climatice pentru Guanxian (1991–2020 normals) | Date climatice pentru Guanxian (1991–2020 normals) | Date climatice pentru Guanxian (1991–2020 normals) | Date climatice pentru Guanxian (1991–2020 normals) | Date climatice pentru Guanxian (1991–2020 normals) | Date climatice pentru Guanxian (1991–2020 normals) | Date climatice pentru Guanxian (1991–2020 normals) | Date climatice pentru Guanxian (1991–2020 normals) | Date climatice pentru Guanxian (1991–2020 normals) | Date climatice pentru Guanxian (1991–2020 normals) |
| Luna                                               | Ian                                                | Feb                                                | Mar                                                | Apr                                                | Mai                                                | Iun                                                | Iul                                                | Aug                                                | Sep                                                | Oct                                                | Nov                                                | Dec                                                | Anual                                              |
| -------------------------------------------------- | -------------------------------------------------- | -------------------------------------------------- | -------------------------------------------------- | -------------------------------------------------- | -------------------------------------------------- | -------------------------------------------------- | -------------------------------------------------- | -------------------------------------------------- | -------------------------------------------------- | -------------------------------------------------- | -------------------------------------------------- | -------------------------------------------------- | -------------------------------------------------- |
| Maxima medie °C (°F)                               | 4.0 (39,2)                                         | 8.3 (46,9)                                         | 14.9 (58,8)                                        | 21.4 (70,5)                                        | 27.0 (80,6)                                        | 31.9 (89,4)                                        | 32.0 (89,6)                                        | 30.5 (86,9)                                        | 27.1 (80,8)                                        | 21.3 (70,3)                                        | 12.7 (54,9)                                        | 5.7 (42,3)                                         | 19,73 (67,52)                                      |
| Media zilnică °C (°F)                              | −1.5 (29,3)                                        | 2.2 (36)                                           | 8.6 (47,5)                                         | 15.1 (59,2)                                        | 20.8 (69,4)                                        | 25.7 (78,3)                                        | 27.1 (80,8)                                        | 25.6 (78,1)                                        | 20.9 (69,6)                                        | 14.5 (58,1)                                        | 6.6 (43,9)                                         | 0.2 (32,4)                                         | 13,82 (56,87)                                      |
| Minima medie °C (°F)                               | −5.6 (21,9)                                        | −2.3 (27,9)                                        | 3.3 (37,9)                                         | 9.5 (49,1)                                         | 15.0 (59)                                          | 20.1 (68,2)                                        | 23.0 (73,4)                                        | 21.8 (71,2)                                        | 16.2 (61,2)                                        | 9.4 (48,9)                                         | 1.9 (35,4)                                         | −3.8 (25,2)                                        | 9,04 (48,28)                                       |
| Precipitații mm (inches)                           | 3.7 (0.146)                                        | 8.6 (0.339)                                        | 10.1 (0.398)                                       | 28.4 (1.118)                                       | 38.7 (1.524)                                       | 68.4 (2.693)                                       | 154.6 (6.087)                                      | 117.6 (4.63)                                       | 47.9 (1.886)                                       | 31.0 (1.22)                                        | 19.1 (0.752)                                       | 5.0 (0.197)                                        | 533,1 (20,988)                                     |
| Umiditate [%]                                      | 62                                                 | 57                                                 | 53                                                 | 59                                                 | 64                                                 | 62                                                 | 78                                                 | 82                                                 | 76                                                 | 71                                                 | 69                                                 | 66                                                 | 66,6                                               |
| Nr. de zile cu precipitații (≥ 0.1 mm)             | 2.1                                                | 3.3                                                | 2.8                                                | 5.0                                                | 6.4                                                | 7.7                                                | 10.9                                               | 9.9                                                | 6.7                                                | 5.2                                                | 4.3                                                | 2.6                                                | 66,9                                               |
| Nr. mediu de zile cu ninsoare                      | 2.7                                                | 2.8                                                | 0.8                                                | 0.2                                                | 0                                                  | 0                                                  | 0                                                  | 0                                                  | 0                                                  | 0                                                  | 1.0                                                | 2.1                                                | 9,6                                                |
| Ore însorite                                       | 132.0                                              | 145.0                                              | 196.8                                              | 219.6                                              | 246.9                                              | 218.8                                              | 179.6                                              | 184.3                                              | 180.1                                              | 175.1                                              | 145.0                                              | 135.0                                              | 2.158,2                                            |
| Sursă: Administrația Meteorologică din China       |                                                    |                                                    |                                                    |                                                    |                                                    |                                                    |                                                    |                                                    |                                                    |                                                    |                                                    |                                                    |                                                    |